# 城东街道 (淄博市)
城东街道，是中华人民共和国山東省淄博市博山区下辖的一个乡镇级行政单位。

## 行政区划
城东街道下辖以下地区：
公平庄社区、青龙山社区、北岭社区、城中社区、东关社区、大街社区、峨嵋新村社区、新泰山社区、荆山社区、三元社区、安上社区、后峪社区、良庄社区、五龙社区、窝疃社区、夏家庄社区和珑山社区。